# 鷺と雪
『鷺と雪』（さぎとゆき）は、北村薫による日本の短編推理小説、および、それを表題作とする短編小説集。ベッキーさんシリーズの最終作。
第141回直木三十五賞受賞作。前作「玻璃の天」は第137回直木賞にノミネートされたが受賞には至らず、通算6度目のノミネートでの受賞となった。「本格ミステリ・ベスト10 2010」で第6位に、「週刊文春ミステリーベスト10」で第3位にランクインした。

## 登場人物
- 別宮みつ子 - 英子のお抱え運転手。博学で銃の扱いにも長ける。
- 花村英子 - 何不自由なく育ったお嬢様。

## 収録作品

### 不在の父
『オール読物』2008年1月号
子爵の滝沢吉広はどことなく浮き世離れした、邪気の無い「神様」のような人だ。そんな滝沢子爵にそっくりなルンペン（浮浪者）を、兄の雅吉が浅草の暗黒街で見かけ、目が合うと去っていったという。桐原侯爵家とも縁続きにある名門の子爵がなぜルンペンなどに?
夏休み直前、同級生で侯爵令嬢の桐原道子と話す機会を得た英子は、何の気なしに兄が見たルンペンの話をした。すると、吉広氏は幼い頃極度の人見知りだった道子が唯一恐れなく懐いていた相手だという。滝沢家では先年に、まだ7歳の長男が襲爵し、吉広本人は療養中とのことだった。吉広小父のことが気になり始めた道子が英子とベッキーさんの協力を得て屋敷を訪ね、家人に事情を尋ねると、吉広は来客でごった返す屋敷から忽然と姿を消してしまって以来行方不明だという。
1897年（明治30年）に、実際にあった男爵・松平斉失踪事件に着想を得て執筆された。

### 獅子と地下鉄
『オール読物』2008年6月号
能を観た帰りに花村家へ寄った叔母夫妻と食事を共にした英子。近頃の過熱気味の中学受験を見かねた文部省が戒める通達を出したことに話が及び、叔母がある相談を持ちかける。
室町にある老舗の和菓子屋《鶴の丸》の、中学受験を控えた息子・巧が夜中に上野の美術館付近で補導されたという。嘘をつくような子ではないのに、親には「友達と勉強を教え合う」と言って出て行っていた。勉強に疲れての気分転換だろうということになったが、心配した母親がつい巧の日記帳を見てしまうと、そこには「ライオン」「浅草」「上野」と書かれていた。上野で「ライオン」と言えば上野動物園、浅草なら花屋敷だが、巧は何をしにそんな場所へ行ったのか。

### 鷺と雪
『オール読物』2008年12月号
叔母夫妻に誘われ、当代の名人・梅若万三郎が演る能の「鷺」を観に行った英子は、後日銀座の画廊で開かれた能面の展覧会にも行くことになった。
展覧会で能面に見入っていた英子は、大きな音に驚き振り向く。すると、学校で同じ組の子爵令嬢・小松千枝子が失神していた。面を見て気を失ってしまったようだ。このことはご内聞にと言われた手前、あまり深くは聞けないまま時は過ぎ、修学旅行の季節になった。旅行中も千枝子は相変わらず塞いでいた。
東京へ帰った後、千枝子がようやく事情を話してくれた。旅行の前に、親しくしている有川八重子と街で写真機を使う練習をしていた千枝子は、後日現像したそれに、台湾にいるはずの婚約者が写っているのに気付いたという。離魂病は死の前兆とも言われるため、ずっと気に病んでいたという。展覧会では婚約者に似た面を見て倒れてしまったようだ。一体なぜいるはずのない婚約者が写っていたのか、英子が謎に挑む。
英子と陸軍少尉の若月も時代の波に呑まれ、別れを迎える。

## 書籍情報
- 単行本：2009年4月15日、文藝春秋、ISBN 978-4-16-328080-6
- 文庫本：2011年10月7日、文春文庫、ISBN 978-4-16-758607-2